# Nagoya slott
Nagoya slott är ett japanskt slott i Nagoya i centrala Japan. Slottet byggdes under edoperioden av Tokugawa Ieyasu på platsen där det tidigare stått ett slott. Det var 1868 scen för en av uppgörelserna när Tokugawaklanen och shogunatet förlorade makten över Japan. Efter ett halvsekel som kungligt slott överfördes det 1930 till staden Nagoyas ägo.

## Historia

### Bakgrund
Ett slott fanns på platsen redan på 1520-talet, då slottet Yanagi-no-maru byggts där under Daiei-eranav militärguvernören Imagawa Ujichika för sin son. Oda Nobuhide erövrade slottet från Imagawa Ujitoyo i mars 1532. Han flyttade in och bytte namn på slottet till Nagoya slott. Oda Nobunaga kan ha fötts här 1534, även om det är föremål för debatt. Efter att han besegrat Oda Nobutomo vid Kiyosu slott i april 1555 etablerade han sitt residens där. Omkring 1582 var slottet vid Nagoya övergivet. Efter olika omvälvningar i japansk politik, framgick Tokugawa Ieyasu som segraren. Han bestämde sig i november 1609 för att återuppbygga slottet i Nagoya. Nagoya slott blomstrade under Owariklanen, som bebodde slottet, ända fram till Meijirestaurationen.

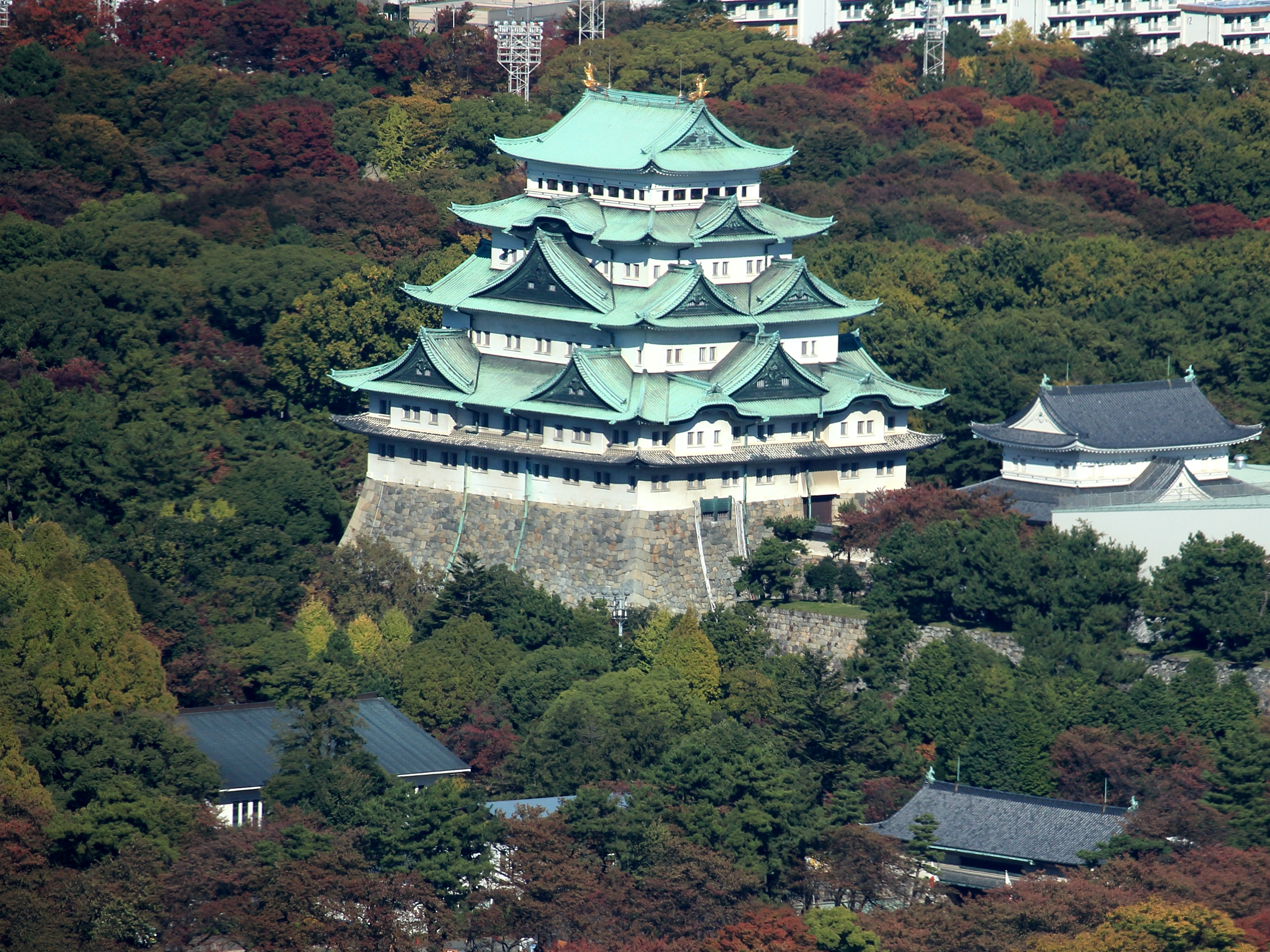
Nagoya slott med omgivningar.

Byggtekniken för slott hade utvecklats omfattande sedan byggandet av Azuchi slott 1576 av Oda Nobunaga. En av huvudarkitekterna som ritade och höll i byggandet av slottet var Nakai Masakiyo, som tidigare varit involverad i byggandet av slotten i Nijo, Fushimi, Edo, och Sunpu. Han hade samlat och förfinat befintlig slotts- och befästningskonstruktioner för att slutligen formulerade normerna för slotten som byggdes under Tokugawashogunatet, en stil som exemplifieras av Nagoya slott.

### Bygge och renoveringar
I januari 1610 var byggplatsen avgränsad, och arbetet påbörjades. Tokugawa Ieyasu beordrade sina olika daimyo att hjälpa till med byggandet. Slottet var tänkt att bli den nya huvudstaden i den befintliga Owari-provinsen, vilket det även blev. Tjugo feodalherrar valdes att hjälpa till med byggandet och de inskriptioner som feodalherrarna och deras vasaller ristade på stenar som de transporterade är fortfarande synliga i dag. I augusti 1610 var stenfundamentet för kärntornet klart, och i december var byggandet av stenmurarna nästan klart. I juni 1611 var den kanal, som idag är Horifloden, helt utgrävd. Den huvudsakliga källan för mycket av byggmaterialet för det nya slottet var från det mindre Kiyosu slott. I mitten av 1612 påbörjades byggandet av palatset, och kärntornet slutfördes i december samma år. Palatset färdigställdes 1617 och slottet var helt färdigställt 1619.

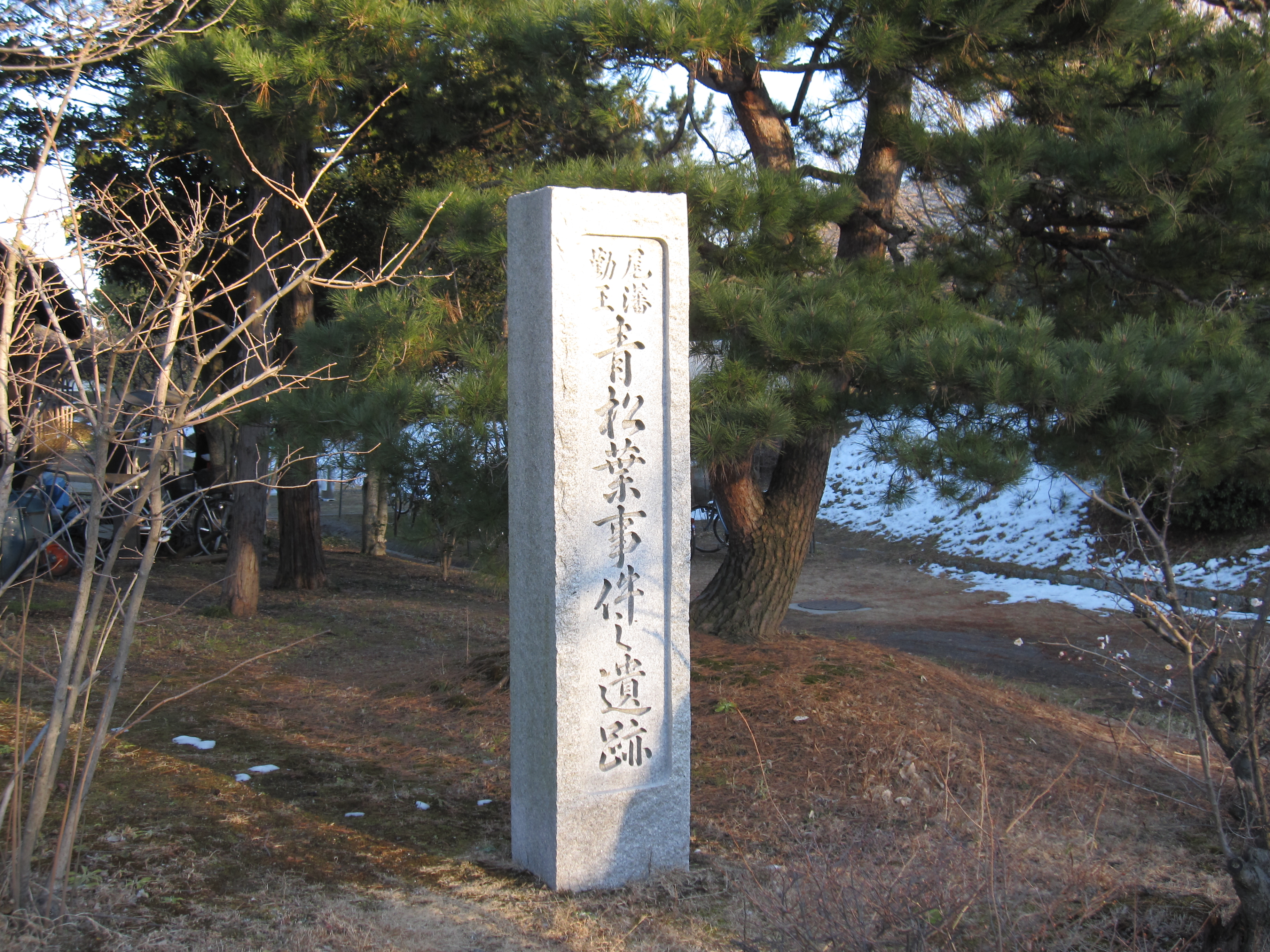
Minnessten över Aomatsubaincidenten, som ägde rum 1868 på Nagoya slott.

En totalrenovering av palatset påbörjades i maj 1633 inför ett kommande besök av shogun Tokugawa Iemitsu på väg till den kejserliga huvudstaden i Kyoto. Ytterligare kammare, badrum och hallar konstruerades också. Kano Tanyu och flera andra målade väggar, tak och skjutdörrar i palatsets nya delar under 1634, och arbetet slutfördes i juni, precis i tid för shogunens besök i juli samma år. Under de kommande hundra åren, var det mesta av arbetet som utfördes underhåll och renovering av de befintliga byggnaderna. 1669 gjordes reparationer av kärntornets väggar och tak. I omgångar gjordes sedan reparationer på kärntornet i november 1685, mars 1709, augusti 1720, december 1726, augusti 1728. I november 1730 omarbetades de gyllene delfinerna på kärntornets tak för första gången och fick en infattning av metallnät. 1788 var Owariklanens skuld uppe i ett värde av 215 000 ryō, vilket medförde att de gyllene delfinerna smältes ner och omarbetades med mindre guld 1827. En finare trådnät täckte delfinerna för att dölja det faktum att de var mindre gyllene. År 1846 smältes de ner igen och omarbetades för tredje gången.

### Efter Meijirestaurationen
1868 utspelades "Aomatsubaincidenten", då de tre ledande representanterna för Owarigrenen av den då härskande Tokugawaklanen avrättades på slottet. Efter Meijirestaurationen beslutade Owariklanen sedan att överlämna sig till kejsaren. År 1870 beslöt Tokugawa Yoshikatsu att slottet skulle rivas. De gyllene delfinerna togs ned från kärntornet i april 1871 och transporterades med ångbåt från Atsuta Port till Tokyo. Delfinerna reste runt Japan på utställningar och den kvinnliga delfinen skickades till Världsutställningen 1873 i Wien, innan delfinerna återlämnades till slottet år 1873.
I maj 1872 anlände en division ur Tokyos garnison, vilken stationerades vid slottet. Den planerade rivningen av slottet lades på is efter att Tysklands minister i Japan, Max von Brandt, protesterade mot rivningen. I december 1879 beslutade den kejserliga krigsministern Yamagata Aritomo att slottet skulle bevaras. Slottet skadades allvarligt av en jordbävning i oktober 1891. År 1893 blev slottet ett formellt kejserligt residens.
I december 1930 överfördes ägandet av slottet till staden Nagoya, och därmed avskaffades slottets status som kejserligt residens. Samma månad utsågs 24 byggnader på slottets marker till nationella skatter. Den 11 februari 1931 öppnades slottet för allmänheten. Under andra världskriget användes slottet som arméns högkvarter i Tokaidistriktet och det huvudsakliga fånglägret i Nagoya, även om det inte hade några fångar och bara var administrationskontor. De flygbombningar som slottet utsattes för av US Army Air Forces var de mest förödande under hela slottets historia. År 1957 påbörjades återuppbyggnaden av slottet torn. Nya gyllene delfiner göts i Osaka och transporteras till slottet. I oktober 1959 var återuppbyggnaden klar och byggnaderna öppnades återigen för allmänheten. Den närmaste årtiondena utfördes ytterligare renoveringsarbeten. Planer finns på att återuppbygga huvudtornen i trä, sådana som de ursprungligen var innan de förstördes under andra världskriget.